# Strada 31 August 1989 din Chișinău
Strada 31 August 1989 (colocvial str. 31 August; anterior, în perioadele țaristă și sovietică a purtat denumirea de str. Kievskaia (Kiev); începând cu anul 1990 poartă numele actual) este o stradă din centrul istoric al Chișinăului. 
De-a lungul străzii sunt amplasate o serie de monumente de arhitectură și istorie (casa individuală, nr. 15, casa individuală, nr. 27, casa individuală, nr. 40, conacul urban, nr. 44, casa individuală, nr. 49, casa de raport, nr. 62, clădirea Seminarului Teologic, casa de raport, nr. 93, vila urbană, nr. 95, casa arhitectului M. Seroținski, conacul urban, nr. 100, clădirea fostului gimnaziu pentru fete fondat de principesa N. G. Dadiani, casa în care a locuit omul de stat Anatol Corobceanu, casa de raport, nr. 125, casa de raport, nr. 137, casa de raport, nr. 139, casa individuală, nr. 141, conacul urban, nr. 153, conacul urban, nr. 161, biserica Sfântul Pantelimon, casă de raport etc), precum și clădiri administrative (Biblioteca Națională, Muzeul Național de Artă, Ministerul Afacerilor Externe și Integrării Europene, Liceul Teoretic „Antioh Cantemir”, Liceul Teoretic „Minerva”, Ambasada Republicii Bulgaria, Procurata sectorului Buiucani, Sectorul de poliție Nr. 1, precum și Grădina Publică „Ștefan cel Mare” și altele). 
Strada începe de la intersecția cu str. Valea Trandafirilor și Hrușcă, intersectând alte 18 artere și încheindu-se la intersecția cu str. Alexei Șciusev.  

## Legături externe
- Strada 31 August 1989 din Chișinău la wikimapia.org
- Chișinău: Reportaj de pe strada 31 august 1989 Europa liberă